# Nova Sela (miasto Trilj)
Nova Sela – wieś w Chorwacji, w żupanii splicko-dalmatyńskiej, w mieście Trilj. W 2011 roku liczyła 139 mieszkańców.